# Nanaimo (circonscription britanno-colombienne)
Pour les articles homonymes, voir Nanaimo (homonymie).
Circonscription électorale provinciale du Canada
Nanaimo est une ancienne circonscription provinciale de la Colombie-Britannique représentée à l'Assemblée législative de la Colombie-Britannique de 1871 à 1894, de 1917 à 1924 et de 1941 à 2024.
La circonscription est l'une des douze première circonscriptions de la Colombie-Britannique.
La circonscription prend le nom de Nanaimo and the Islands de 1941 à 1966.

## Géographie
La circonscription représente une partie du sud de l'île de Vancouver.

## Liste des députés
1871-1882
| Législature | Années    | Député  | Député                | Parti                    |
| Nanaimo     | Nanaimo   | Nanaimo | Nanaimo               | Nanaimo                  |
| ----------- | --------- | ------- | --------------------- | ------------------------ |
| 1re         | 1871–1875 |         | John Robson           | Indépendant              |
| 2e          | 1875–1877 |         | John Bryden           | Réformiste               |
| 2e          | 1877-1878 |         | David William Gordon  | Gouvernement indépendant |
| 3e          | 1878–1882 |         | James Atkinson Abrams | Opposition               |

1882-1894
| Législature                                                     | Années    | Député | Député                 | Parti        | Député         | Député                  | Parti        |
| --------------------------------------------------------------- | --------- | ------ | ---------------------- | ------------ | -------------- | ----------------------- | ------------ |
| 4e                                                              | 1882–1886 |        | Robert Dunsmuir        | Opposition   |                | William Raybould        | Opposition   |
| 5e                                                              | 1886–1886 |        | Robert Dunsmuir        | Gouvernement |                | William Raybould        | Gouvernement |
| 5e                                                              | 1886-1887 |        | Robert Dunsmuir        | Gouvernement | Vacant         | Vacant                  |              |
| 5e                                                              | 1887-1889 |        | Robert Dunsmuir        | Gouvernement | George Thomson | Gouvernement            |              |
| 5e                                                              | 1889-1890 |        | Andrew Haslam          | Indépendant  | George Thomson | Gouvernement            |              |
| 6e                                                              | 1890–1894 |        | William Thomas Forster | Travailliste |                | Colin Campbell McKenzie | Fermier      |
| Circonscription de Nanaimo City, North Nanaimo et South Nanaimo |           |        |                        |              |                |                         |              |

1917-1933
| Législature | Années    | Député  | Député                  | Parti   |
| Nanaimo     | Nanaimo   | Nanaimo | Nanaimo                 | Nanaimo |
| ----------- | --------- | ------- | ----------------------- | ------- |
| 14e         | 1916–1920 |         | William Sloan           | Libéral |
| 15e         | 1920–1924 |         | William Sloan           | Libéral |
| 16e         | 1924–1928 |         | William Sloan           | Libéral |
| 17e         | 1928–1933 |         | George Sharratt Pearson | Libéral |

1941-1986
| Législature                                       | Années                                            | Député                                            | Député                                            | Parti                                             |
| Nanaimo and the Islands                           | Nanaimo and the Islands                           | Nanaimo and the Islands                           | Nanaimo and the Islands                           | Nanaimo and the Islands                           |
| Circonscription de Alberni-Nanaimo et The Islands | Circonscription de Alberni-Nanaimo et The Islands | Circonscription de Alberni-Nanaimo et The Islands | Circonscription de Alberni-Nanaimo et The Islands | Circonscription de Alberni-Nanaimo et The Islands |
| ------------------------------------------------- | ------------------------------------------------- | ------------------------------------------------- | ------------------------------------------------- | ------------------------------------------------- |
| 20e                                               | 1941–1945                                         |                                                   | George Sharratt Pearson                           | Libéral                                           |
| 21e                                               | 1945–1949                                         |                                                   | George Sharratt Pearson                           | Coalition                                         |
| 22e                                               | 1949–1952                                         |                                                   | George Sharratt Pearson                           | Coalition                                         |
| 23e                                               | 1952–1953                                         |                                                   | Larry Giovando                                    | Progressiste-conservateur                         |
| 24e                                               | 1953–1956                                         |                                                   | Larry Giovando                                    | Progressiste-conservateur                         |
| 25e                                               | 1956–1960                                         |                                                   | Earle Cathers Westwood                            | Créditiste                                        |
| 26e                                               | 1960–1963                                         |                                                   | Earle Cathers Westwood                            | Créditiste                                        |
| 27e                                               | 1963–1966                                         |                                                   | David Stupich                                     | Néo-démocrate                                     |
| Nanaimo                                           |                                                   |                                                   |                                                   |                                                   |
| 28e                                               | 1966–1969                                         |                                                   | David Stupich                                     | Néo-démocrate                                     |
| 29e                                               | 1969–1972                                         |                                                   | Frank Ney                                         | Créditiste                                        |
| 30e                                               | 1972–1975                                         |                                                   | David Stupich                                     | Néo-démocrate                                     |
| 31e                                               | 1975–1979                                         |                                                   | David Stupich                                     | Néo-démocrate                                     |
| 32e                                               | 1979–1983                                         |                                                   | David Stupich                                     | Néo-démocrate                                     |
| 33e                                               | 1983–1986                                         |                                                   | David Stupich                                     | Néo-démocrate                                     |

1986-1991
| Législature | Années    | Député | Député      | Parti         | Député        | Député        | Parti         |
| ----------- | --------- | ------ | ----------- | ------------- | ------------- | ------------- | ------------- |
| 34e         | 1986–1988 |        | Dale Lovick | Néo-démocrate |               | David Stupich | Néo-démocrate |
| 34e         | 1988-1991 |        | Dale Lovick | Néo-démocrate | Jan Pullinger | Néo-démocrate |               |

Depuis 1991
| Législature | Années    | Député | Député            | Parti         |
| ----------- | --------- | ------ | ----------------- | ------------- |
| 35e         | 1991–1996 |        | Dale Lovick       | Néo-démocrate |
| 36e         | 1996–2001 |        | Dale Lovick       | Néo-démocrate |
| 37e         | 2001–2005 |        | Mike Hunter       | Libéral       |
| 38e         | 2005–2009 |        | Leonard Krog      | Néo-démocrate |
| 39e         | 2009–2013 |        | Leonard Krog      | Néo-démocrate |
| 40e         | 2013–2017 |        | Leonard Krog      | Néo-démocrate |
| 41e         | 2017–2018 |        | Leonard Krog      | Néo-démocrate |
| 41e         | 2018-2019 |        | Vacant            | Vacant        |
| 41e         | 2019-2020 |        | Sheila Malcolmson | Néo-démocrate |
| 42e         | 2020–2024 |        | Sheila Malcolmson | Néo-démocrate |

## Résultats électoraux
1941-2024
1917-1933
1871-1894